# 1982-es atlétikai Európa-bajnokság
Az 1982-es atlétikai Európa-bajnokságot szeptember 6. és szeptember 12. között rendezték Athénban, Görögországban. Az Eb-n 41 versenyszám volt. Új versenyszámként a női maratonfutás került a programba, a női ötpróbát pedig felváltotta a hétpróba.

## A magyar sportolók eredményei
Magyarország az Európa-bajnokságon 18 sportolóval képviseltette magát.
Érmesek
| Érem  | Versenyző   | Versenyszám | Dátum          |
| ----- | ----------- | ----------- | -------------- |
| Bronz | Bakosi Béla | Hármasugrás | szeptember 10. |

## Éremtáblázat
(A táblázatban a rendező nemzet és Magyarország eltérő háttérszínnel kiemelve.)
| Helyezés | Nemzet         | Arany | Ezüst | Bronz | Összesen |
| 1.       | NDK            | 13    | 8     | 7     | 28       |
| 2.       | NSZK           | 8     | 1     | 4     | 13       |
| 3.       | Szovjetunió    | 6     | 12    | 8     | 26       |
| 4.       | Nagy-Britannia | 3     | 5     | 1     | 9        |
| 5.       | Csehszlovákia  | 1     | 4     | 4     | 9        |
| 6.       | Olaszország    | 1     | 2     | 2     | 5        |
| 6.       | Spanyolország  | 1     | 2     | 2     | 5        |
| 8.       | Bulgária       | 1     | 2     | 1     | 4        |
| 8.       | Lengyelország  | 1     | 2     | 1     | 4        |
| 10.      | Románia        | 1     | 2     | 0     | 3        |
| 11.      | Finnország     | 1     | 0     | 3     | 4        |
| 12.      | Görögország    | 1     | 0     | 1     | 2        |
| 12.      | Svédország     | 1     | 0     | 1     | 2        |
| 14.      | Hollandia      | 1     | 0     | 0     | 1        |
| 14.      | Portugália     | 1     | 0     | 0     | 1        |
| 16.      | Belgium        | 0     | 1     | 1     | 2        |
| 17.      | Franciaország  | 0     | 0     | 3     | 3        |
| 18.      | Magyarország   | 0     | 0     | 1     | 1        |
| 18.      | Norvégia       | 0     | 0     | 1     | 1        |
| Összesen | Összesen       | 41    | 41    | 41    | 123      |

## Érmesek
- WR – világrekord
- CR – Európa-bajnoki rekord
- AR – kontinens rekord
- NR – országos rekord
- PB – egyéni rekord

### Férfi
| Versenyszám     | Arany                                                                                        | Arany     | Ezüst                                                                   | Ezüst     | Bronz                                                                                | Bronz     |
| --------------- | -------------------------------------------------------------------------------------------- | --------- | ----------------------------------------------------------------------- | --------- | ------------------------------------------------------------------------------------ | --------- |
| 100 m           | Frank Emmelmann · NDK                                                                        | 10,21     | Pierfrancesco Pavoni · Olaszország                                      | 10,25     | Marian Woronin · Lengyelország                                                       | 10,28     |
| 200 m           | Olaf Prenzler · NDK                                                                          | 20,46     | Cameron Sharp · Nagy-Britannia                                          | 20,47     | Frank Emmelmann · NDK                                                                | 20,60     |
| 400 m           | Hartmut Weber · NSZK                                                                         | 44,72     | Andreas Knebel · NDK                                                    | 45,29     | Viktor Markin · Szovjetunió                                                          | 45,30     |
| 800 m           | Hans-Peter Ferner · NSZK                                                                     | 1:46,33   | Sebastian Coe · Nagy-Britannia                                          | 1:46,66   | Jorma Härkönen · Finnország                                                          | 1:46,90   |
| 1500 m          | Steve Cram · Nagy-Britannia                                                                  | 3:36,49   | Nyikolaj Kirov · Szovjetunió                                            | 3:36,99   | José Manuel Abascal · Spanyolország                                                  | 3:37,04   |
| 5000 m          | Thomas Wessinghage · NSZK                                                                    | 13:28,90  | Werner Schildhauer · NDK                                                | 13:30,03  | David Moorcroft · Nagy-Britannia                                                     | 13:30,42  |
| 10 000 m        | Alberto Cova · Olaszország                                                                   | 27:41,03  | Werner Schildhauer · NDK                                                | 27:41,21  | Martti Vainio · Finnország                                                           | 27:42,51  |
| Maraton         | Gerard Nijboer · Hollandia                                                                   | 2:15:16   | Armand Parmentier · Belgium                                             | 2:15:51   | Karel Lismont · Belgium                                                              | 2:16:04   |
| 110 m gát       | Thomas Munkelt · NDK                                                                         | 13,41     | Andrej Prokofjev · Szovjetunió                                          | 13,44     | Arto Bryggare · Finnország                                                           | 13,60     |
| 400 m gát       | Harald Schmid · NSZK                                                                         | 47,48     | Alekszandr Jacevics · Szovjetunió                                       | 48,60     | Uwe Ackermann · NDK                                                                  | 48,64     |
| 3000 m akadály  | Patriz Ilg · NSZK                                                                            | 8:18,52   | Bogusław Mamiński · Lengyelország                                       | 8:19,22   | Domingo Ramón · Spanyolország                                                        | 8:20,48   |
| 20 km gyaloglás | José Marín · Spanyolország                                                                   | 1:23:43   | Jozef Pribilinec · Csehszlovákia                                        | 1:25:55   | Pavol Blažek · Csehszlovákia                                                         | 1:26:13   |
| 50 km gyaloglás | Reima Salonen · Finnország                                                                   | 3:55:29   | José Marín · Spanyolország                                              | 3:59:18   | Bo Gustafsson · Svédország                                                           | 4:01:21   |
| 4x100 m váltó   | Szovjetunió · Szergej Szokolov · Alekszandr Akszinyin · Andrej Prokofjev · Nyikolaj Szidorov | 38,60     | NDK · Detlef Kübeck · Olaf Prenzler · Thomas Munkelt · Frank Emmelmann  | 38,71     | NSZK · Christian Zirkelbach · Christian Haas · Peter Klein · Erwin Skamrahl          | 38,71     |
| 4x400 m váltó   | NSZK · Erwin Skamrahl · Harald Schmid · Thomas Giessing · Hartmut Weber                      | 3,00,51   | Nagy-Britannia · David Jenkins · Garry Cook · Todd Bennett · Phil Brown | 3,00,68   | Szovjetunió · Alekszandr Troscsilo · Pavel Roscsin · Pavel Konovalov · Viktor Markin | 3,00,80   |
| Magasugrás      | Dietmar Mögenburg · NSZK                                                                     | 230 cm    | Janusz Trzepizur · Lengyelország                                        | 227 cm    | Gerd Nagel · NSZK                                                                    | 224 cm    |
| Távolugrás      | Lutz Dombrowski · NDK                                                                        | 841 cm    | Antonio Corgos · Spanyolország                                          | 819 cm    | Jan Leitner · Csehszlovákia                                                          | 808 cm    |
| Rúdugrás        | Alekszandr Krupszkij · Szovjetunió                                                           | 560 cm    | Vlagyimir Poljakov · Szovjetunió                                        | 560 cm    | Atanasz Tarev · Bulgária                                                             | 560 cm    |
| Hármasugrás     | Keith Connor · Nagy-Britannia                                                                | 17,29 m   | Vaszilij Griscsenkov · Szovjetunió                                      | 17,15 m   | Bakosi Béla · Magyarország                                                           | 17,04 m   |
| Súlylökés       | Udo Beyer · NDK                                                                              | 21,50 m   | Jānis Bojārs · Szovjetunió                                              | 20,81 m   | Remigius Machura · Csehszlovákia                                                     | 20,59 m   |
| Diszkoszvetés   | Bugár Imre · Csehszlovákia                                                                   | 66,64 m   | Ihor Duhinec · Szovjetunió                                              | 65,60 m   | Wolfgang Warnemünde · NDK                                                            | 64,20 m   |
| Gerelyhajítás   | Uwe Hohn · NDK                                                                               | 91,34 m   | Heino Puuste · Szovjetunió                                              | 89,56 m   | Detlef Michel · NDK                                                                  | 89,32 m   |
| Kalapácsvetés   | Jurij Szjedih · Szovjetunió                                                                  | 81,66 m   | Igor Nyikulin · Szovjetunió                                             | 79,44 m   | Szergej Litvinov · Szovjetunió                                                       | 78,66 m   |
| Tízpróba        | Daley Thompson · Nagy-Britannia                                                              | 8774 pont | Jürgen Hingsen · NSZK                                                   | 8517 pont | Siegfried Stark · NDK                                                                | 8433 pont |

### Női
| Versenyszám   | Arany                                                               | Arany      | Ezüst                                                                                         | Ezüst     | Bronz                                                                                        | Bronz     |
| ------------- | ------------------------------------------------------------------- | ---------- | --------------------------------------------------------------------------------------------- | --------- | -------------------------------------------------------------------------------------------- | --------- |
| 100 m         | Marlies Göhr · NDK                                                  | 11,01      | Bärbel Wöckel · NDK                                                                           | 11,20     | Rose-Aimée Bacoul · Franciaország                                                            | 11,29     |
| 200 m         | Bärbel Wöckel · NDK                                                 | 22,04      | Kathy Smallwood-Cook · Nagy-Britannia                                                         | 22,13     | Sabine Rieger · NDK                                                                          | 22,51     |
| 400 m         | Marita Koch · NDK                                                   | 48,16 WR   | Jarmila Kratochvílová · Csehszlovákia                                                         | 48,85     | Taťána Kocembová · Csehszlovákia                                                             | 50,55     |
| 800 m         | Olga Minyejeva · Szovjetunió                                        | 1:55,41    | Ljudmila Veszelkova · Szovjetunió                                                             | 1:55,96   | Margrit Klinger · NSZK                                                                       | 1:57,22   |
| 1500 m        | Olha Kosztecka · Szovjetunió                                        | 3:57,80    | Zamira Zajceva · Szovjetunió                                                                  | 3:58,82   | Gabriella Dorio · Olaszország                                                                | 3:59,02   |
| 3000 m        | Szvetlana Ulmaszova · Szovjetunió                                   | 8:30,28    | Maricica Puică · Románia                                                                      | 8:33,33   | Jelena Szipatova · Szovjetunió                                                               | 8:34,06   |
| Maraton       | Rosa Mota · Portugália                                              | 2:36:04    | Laura Fogli · Olaszország                                                                     | 2:36:29   | Ingrid Kristiansen · Norvégia                                                                | 2:36:39   |
| 100 m gát     | Lucyna Kałek · Lengyelország                                        | 12,45      | Jordanka Donkova · Bulgária                                                                   | 12,54     | Kerstin Knabe · NDK                                                                          | 12,54     |
| 400 m gát     | Ann-Louise Skoglund · Svédország                                    | 54,58      | Petra Pfaff · NDK                                                                             | 54,89     | Chantal Réga · Franciaország                                                                 | 54,93     |
| 4x100 m váltó | NDK · Gesine Walther · Bärbel Wöckel · Sabine Rieger · Marlies Göhr | 42,19      | Nagy-Britannia · Wendy Hoyte · Kathy Smallwood-Cook · Beverley Goddard · Shirley Thomas       | 42,66     | Franciaország · Laurence Bily · Marie-Christine Cazier · Rose-Aimée Bacoul · Liliane Gaschet | 42,69     |
| 4x400 m váltó | NDK · Kirsten Siemon · Sabine Busch · Dagmar Rübsam · Marita Koch   | 3:19,05 WR | Csehszlovákia · Věra Tylová · Milena Matejkovičová · Taťána Kocembová · Jarmila Kratochvílová | 3:22,17   | Szovjetunió · Jelena Gyigyilenko · Irina Olhovnikova · Olga Minyejeva · Irina Baszkakova     | 3:22,79   |
| Magasugrás    | Ulrike Meyfarth · NSZK                                              | 202 cm     | Tamara Bikova · Szovjetunió                                                                   | 197 cm    | Sara Simeoni · Olaszország                                                                   | 197 cm    |
| Távolugrás    | Vali Ionescu · Románia                                              | 679 cm     | Anișoara Cușmir-Stanciu · Románia                                                             | 673 cm    | Jelena Ivanova · Szovjetunió                                                                 | 673 cm    |
| Súlylökés     | Ilona Slupianek · NDK                                               | 21,59 m    | Helena Fibingerová · Csehszlovákia                                                            | 20,94 m   | Nunu Abasidze · Szovjetunió                                                                  | 20,82 m   |
| Diszkoszvetés | Cvetanka Hrisztova · Bulgária                                       | 68,34 m    | Marija Petkova · Bulgária                                                                     | 67,94 m   | Galina Szavinkova · Szovjetunió                                                              | 67,82 m   |
| Gerelyhajítás | Ána Verúli · Görögország                                            | 70,02 m    | Antje Kempe · NDK                                                                             | 67,94 m   | Szofía Szakoráfa · Görögország                                                               | 67,04 m   |
| Hétpróba      | Ramona Neubert · NDK                                                | 6664 pont  | Sabine Mobius-Paetz · NDK                                                                     | 6594 pont | Sabine Everts · NSZK                                                                         | 6418 pont |